# Saint-Benoît-d'Hébertot
Pour les articles homonymes, voir Saint-Benoît.
Ne doit pas être confondu avec Saint-André-d'Hébertot.
Saint-Benoît-d'Hébertot est une commune française, située dans le département du Calvados en région Normandie, peuplée de 467 habitants (les Bénédictains ou Bénédictins).

## Géographie

### Localisation
| Le Theil-en-Auge      | Genneville              | Quetteville       |
| Saint-Gatien-des-Bois | Saint-Benoît-d'Hébertot | Quetteville       |
| Vieux-Bourg           | Saint-André-d'Hébertot  | Beuzeville (Eure) |

### Hydrographie
La commune est située dans le bassin Seine-Normandie. Elle est drainée par le cours d'eau 01 de la commune de Saint-Benoit-D'Hebertot, le Douet et un autre petit cours d'eau,.

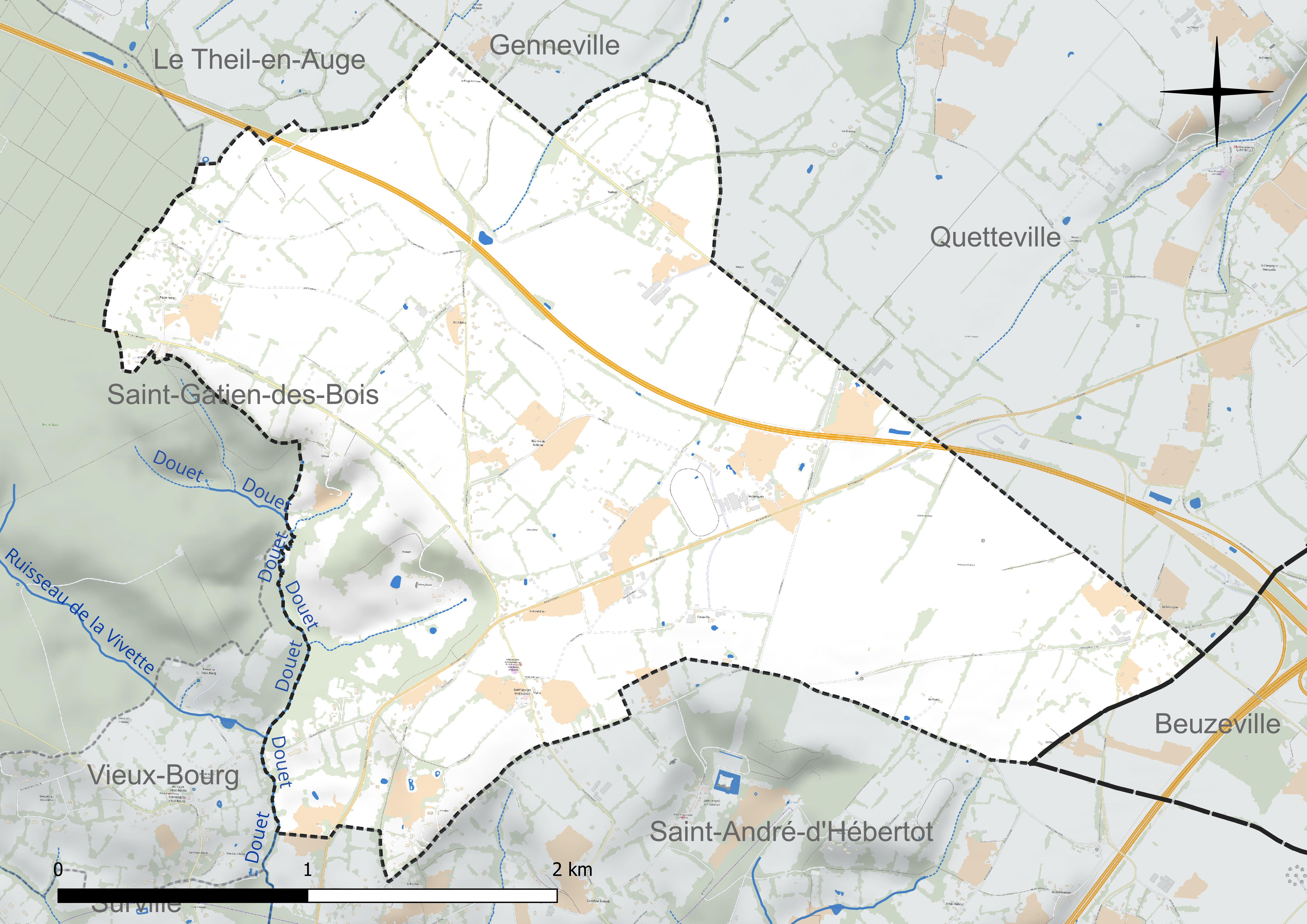
Réseau hydrographique de Saint-Benoît-d'Hébertot.

### Climat
Pour des articles plus généraux, voir Climat de la Normandie et Climat du Calvados.
En 2010, le climat de la commune est de type climat océanique franc, selon une étude du CNRS s'appuyant sur une série de données couvrant la période 1971-2000. En 2020, Météo-France publie une typologie des climats de la France métropolitaine dans laquelle la commune est exposée à un climat océanique et est dans la région climatique  Côtes de la Manche orientale, caractérisée par un faible ensoleillement (1 550 h/an) ; forte humidité de l'air (plus de 20 h/jour avec humidité relative > 80 % en hiver), vents forts fréquents. Parallèlement le GIEC normand, un groupe régional d'experts sur le climat, différencie quant à lui, dans une étude de 2020, trois grands types de climats pour la région Normandie, nuancés à une échelle plus fine par les facteurs géographiques locaux. La commune est, selon ce zonage, exposée à un « climat contrasté des collines », correspondant au Pays d'Auge, Lieuvin et Roumois, moins directement soumis aux flux océaniques et connaissant toutefois des précipitations assez marquées en raison des reliefs collinaires qui favorisent leur formation.
Pour la période 1971-2000, la température annuelle moyenne est de 10,2 °C, avec  une amplitude thermique annuelle de 13 °C. Le cumul annuel moyen de précipitations est de 880 mm, avec 13 jours de précipitations en janvier et 8,4 jours en juillet. Pour la période 1991-2020, la température moyenne annuelle observée sur la station météorologique la plus proche, située sur la commune de Saint-Gatien-des-Bois à 7 km à vol d'oiseau, est de 11,0 °C et le cumul annuel moyen de précipitations est de 920,4 mm,. Pour l'avenir, les paramètres climatiques de la commune estimés pour 2050 selon différents scénarios d'émission de gaz à effet de serre sont consultables sur un site dédié publié par Météo-France en novembre 2022.

## Urbanisme

### Typologie
Au 1er janvier 2024, Saint-Benoît-d'Hébertot est catégorisée commune rurale à habitat dispersé, selon la nouvelle grille communale de densité à 7 niveaux définie par l'Insee en 2022.
Elle est située hors unité urbaine. Par ailleurs la commune fait partie de l'aire d'attraction de Honfleur, dont elle est une commune de la couronne,. Cette aire, qui regroupe 11 communes, est catégorisée dans les aires de moins de 50 000 habitants,.

### Occupation des sols
L'occupation des sols de la commune, telle qu'elle ressort de la base de données européenne d'occupation biophysique des sols Corine Land Cover (CLC), est marquée par l'importance des territoires agricoles (95,1 % en 2018), une proportion identique à celle de 1990 (95,1 %). La répartition détaillée en 2018 est la suivante : 
prairies (73,4 %), terres arables (21,7 %), forêts (4,9 %). L'évolution de l'occupation des sols de la commune et de ses infrastructures peut être observée sur les différentes représentations cartographiques du territoire : la carte de Cassini (XVIIIe siècle), la carte d'état-major (1820-1866) et les cartes ou photos aériennes de l'IGN pour la période actuelle (1950 à aujourd'hui).

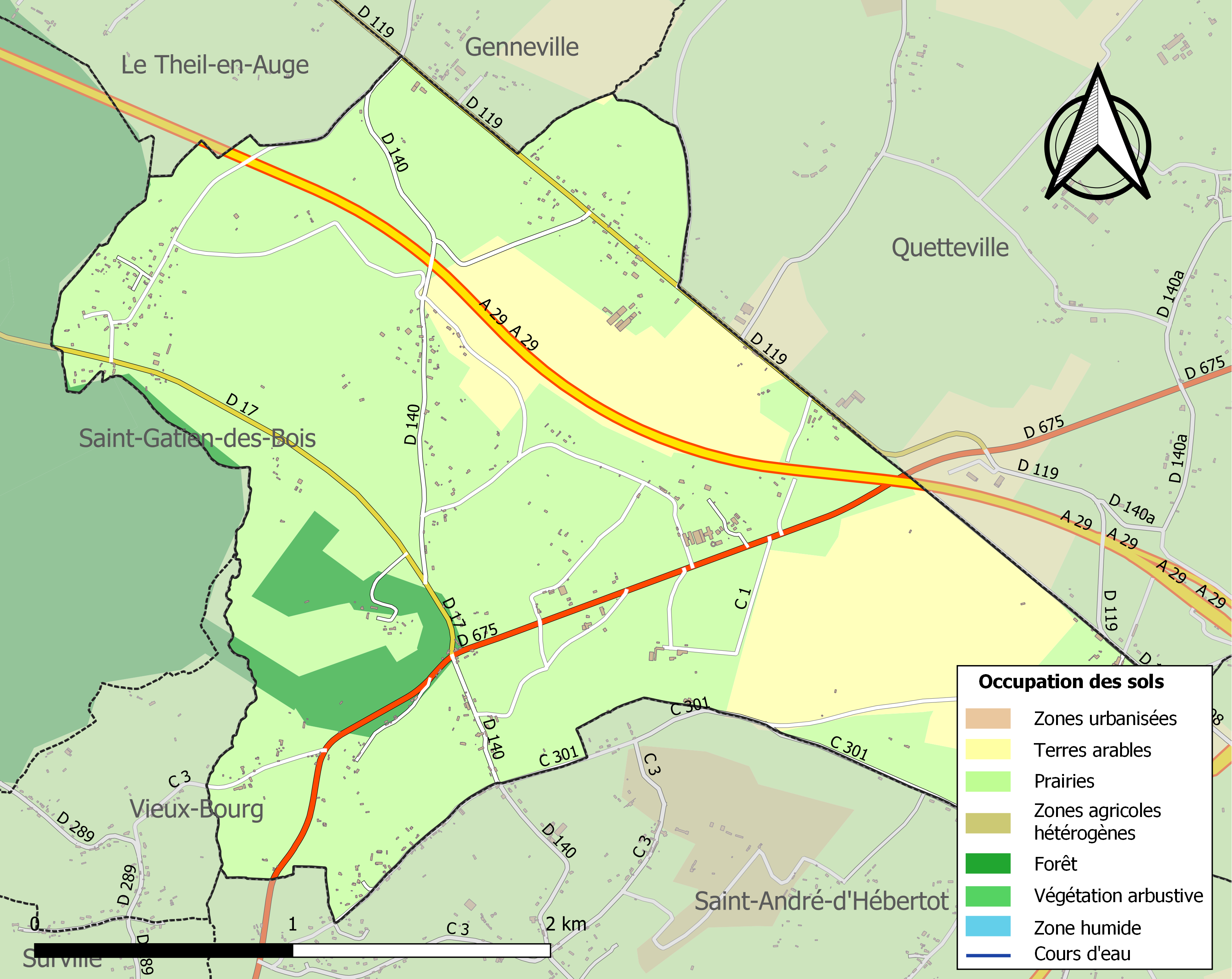
Carte des infrastructures et de l'occupation des sols de la commune en 2018 (CLC).

## Toponymie
Le nom de la localité est attesté sous la forme latinisée Ecclesia Sancti Benedicti de Hebertot au XIVe siècle.

L'hagiotoponyme et la paroisse sont dédiés à Benoît de Nursie.
Les deux communes Saint-Benoît et Saint-André-d'Hébertot résultent de la scission en deux paroisses du primitif Hebertot au Moyen Âge.
Hébertot est attesté sous la forme Hebertot dès 1195.
Hébertot est une formation toponymique médiévale en -tot, appellatif toponymique issu de l'ancien norrois topt, toft « emplacement d'une ferme, domaine rural ». Le premier élément est, comme souvent pour ce type toponymique, un anthroponyme. On y reconnait le nom de personne normand Hébert, extrêmement fréquent comme élément de noms de lieux et comme patronyme de nos jours en Normandie. La forme initiale devait être *Herbert-toft. L'anthroponyme germanique Herbert est par ailleurs attesté chez les Scandinaves en vieux norrois, en vieux danois et en vieux suédois.

## Histoire
En 1827, Saint-Benoît-d'Hébertot (437 habitants en 1821) absorbe Tontuil (51 habitants — on dit aujourd'hui « Tontuit »),, au nord de son territoire. Les deux communes faisaient alors partie du canton de Blangy. La commune ainsi recomposée intègre le canton de Pont-l'Évêque en 1872.

## Politique et administration
| Période                                  | Période  | Identité         | Étiquette | Qualité                         |
| ---------------------------------------- | -------- | ---------------- | --------- | ------------------------------- |
| 1989                                     | En cours | Patrick Tiphagne | SE        | Conseiller patrimonial bancaire |
| Les données manquantes sont à compléter. |          |                  |           |                                 |

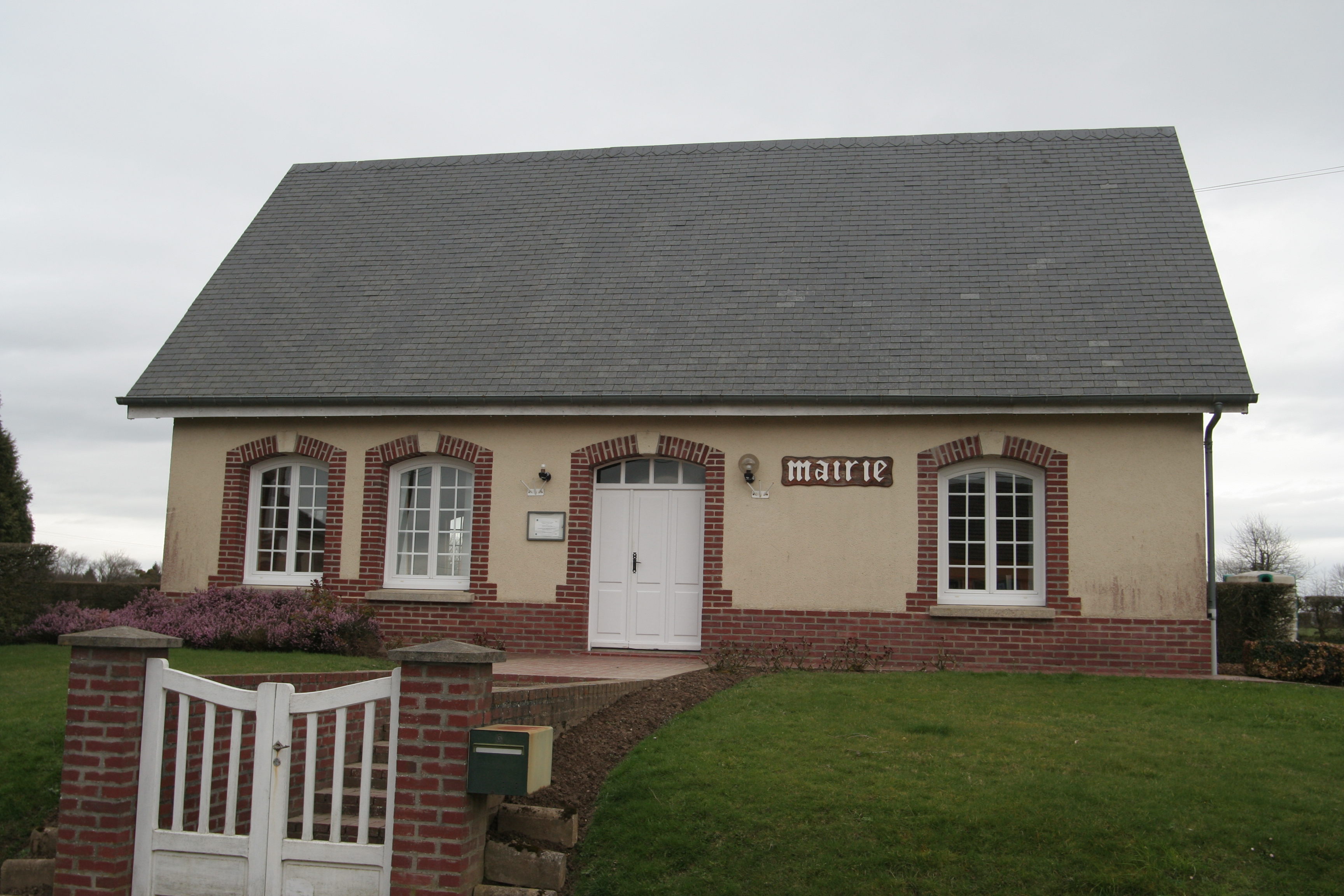
La mairie.

Le conseil municipal est composé de onze membres dont le maire et deux adjoints.

## Démographie
L'évolution du nombre d'habitants est connue à travers les recensements de la population effectués dans la commune depuis 1793. Pour les communes de moins de 10 000 habitants, une enquête de recensement portant sur toute la population est réalisée tous les cinq ans, les populations de référence des années intermédiaires étant quant à elles estimées par interpolation ou extrapolation. Pour la commune, le premier recensement exhaustif entrant dans le cadre du nouveau dispositif a été réalisé en 2004.
En 2022, la commune comptait 467 habitants, en évolution de +10,66 % par rapport à 2016 (Calvados : +1,58 %, France hors Mayotte : +2,11 %).
Saint-Benoît-d'Hébertot a compté jusqu'à 496 habitants en 1831, mais les deux communes de Saint-Benoît et Tontuil totalisaient 523 habitants en 1806 (446 et 77).
| 1793 | 1800 | 1806 | 1821 | 1831 | 1836 | 1841 | 1846 | 1851 |
| ---- | ---- | ---- | ---- | ---- | ---- | ---- | ---- | ---- |
| 446  | 368  | 446  | 437  | 496  | 477  | 489  | 459  | 469  |

| 1856 | 1861 | 1866 | 1872 | 1876 | 1881 | 1886 | 1891 | 1896 |
| ---- | ---- | ---- | ---- | ---- | ---- | ---- | ---- | ---- |
| 436  | 444  | 422  | 461  | 432  | 430  | 420  | 395  | 383  |

| 1901 | 1906 | 1911 | 1921 | 1926 | 1931 | 1936 | 1946 | 1954 |
| ---- | ---- | ---- | ---- | ---- | ---- | ---- | ---- | ---- |
| 373  | 361  | 325  | 331  | 300  | 306  | 264  | 263  | 269  |

| 1962 | 1968 | 1975 | 1982 | 1990 | 1999 | 2004 | 2006 | 2009 |
| ---- | ---- | ---- | ---- | ---- | ---- | ---- | ---- | ---- |
| 265  | 240  | 266  | 243  | 286  | 293  | 318  | 322  | 354  |

| 2014 | 2019 | 2022 | - | - | - | - | - | - |
| ---- | ---- | ---- | - | - | - | - | - | - |
| 413  | 430  | 467  | - | - | - | - | - | - |

## Lieux et monuments
- Motte castrale des Murailles classée aux Monuments historiques[25].
- Église Saint-Benoît (XIIe siècle, remaniée) abritant une statue de saint Benoît en pierre du XVe siècle et deux statues en bois également du XVe siècle, mutilées ; ces trois œuvres sont classées à titre d'objets[26].

## Personnalités liées à la commune
Louis Charles de Grieu, né à Saint-Benoît le 21 septembre 1755, député du clergé pour le bailliage de Rouen aux États généraux de 1789.